# Temora turbinata
Temora turbinata är en kräftdjursart som först beskrevs av James Dwight Dana 1849.  Temora turbinata ingår i släktet Temora och familjen Temoridae. Inga underarter finns listade i Catalogue of Life.